# Camargue-i ló

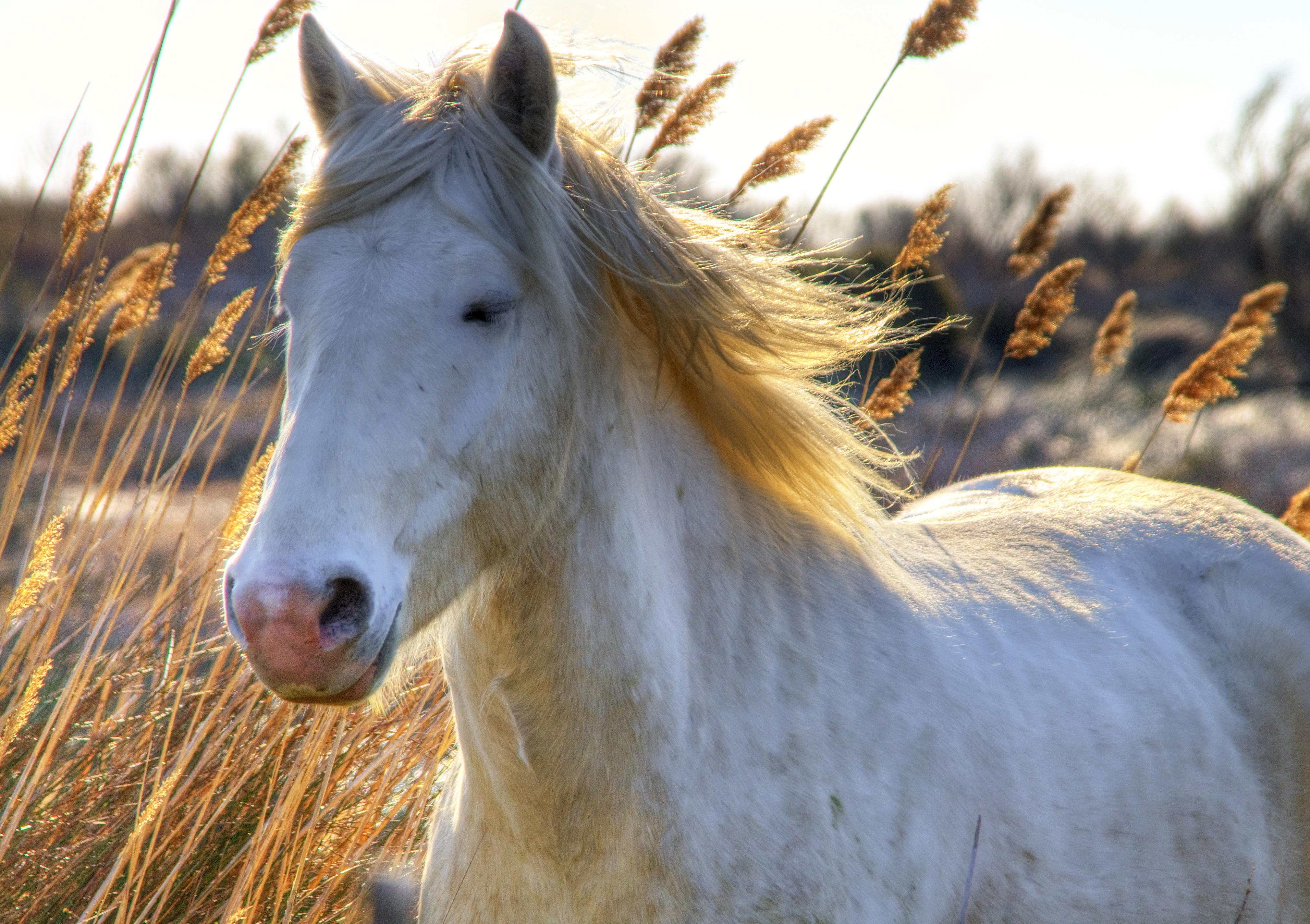

A camargue-i ló a Rhône-deltavidékének, pontosabban Camargue környékének hagyományos hátaslova, amelyet a fekete bikák tereléséhez használnak a marhahajcsárok. Küllemében a lipicai lóhoz hasonlít leginkább (egyes szakértők azonban az észak-afrikai berbert látják benne), csak kisebb termetű.

## Története
Vad formájában a camargue-i ló csak Dél-Franciaország vizenyős, félsós, tengermelléki lápvidékein fordul elő. Télen ez a vidék rideg és barátságtalan, nyáron viszont perzselő a hőség. Ezek a szélsőséges időjárási viszonyok edzett, nagy lépésbiztonságú lovat hoztak létre, amely mindezek tetejébe még a legyekkel szemben is meglepően toleráns. Ennek a fajtának napjainkban kizárólag a Camargue nyújt otthont. A feltételezések szerint ez a ló az északabbra élt, prehisztorikus ősök közvetlen leszármazottja. Ezeken a területeken a paleolitikumból (korai kőkorszak) származó, 17 000 éves lómaradványokra találtak. A ló dél-franciaországi létezésének még régebbi bizonyítékára akadhatunk a Lascaux-i barlang híres, ősrégi festményein, amelyek szintén a paleolitikumból származnak, de a fajta kialakulására a mór hódítók Észak-Afrikából hozott berber ménjei is hatást gyakoroltak.
A camargue-i ló emberemlékezet óta a helybéli marhahajcsárok hátaslova. Ezek az emberek a vidék „cowboyai”, és híresek arról, hogy a camargue-i ló hátán ülve fogják be az itteni vad, fekete bikákat.
A lovakat évente egyszer befogják, hogy megvizsgálják az adott évben született csikókat, amelyeket azután megbillogoznak az ősi tulajdonoscsaládok címerével.
A camargue-i ló közkedveltségnek örvend a vidék számos lovascentrumában. Nagy lépésbiztonsága és veleszületett okossága ideális hátassá teszik. A fajta vadsága izgalmas kihívást jelent betörője számára. Amikor azonban az állat kezessé vált, kitűnő sportló válik belőle.

### Tenyésztése

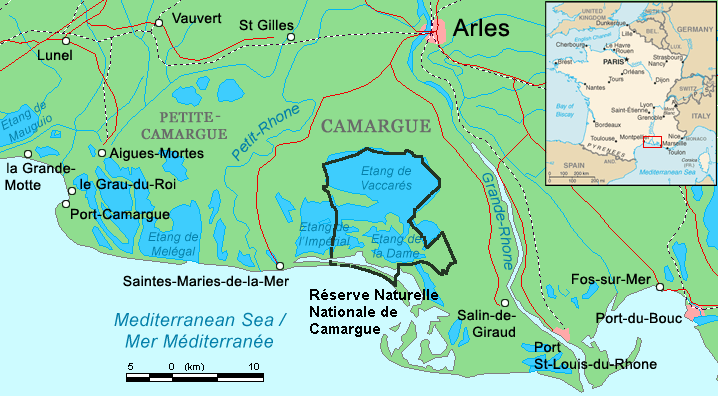

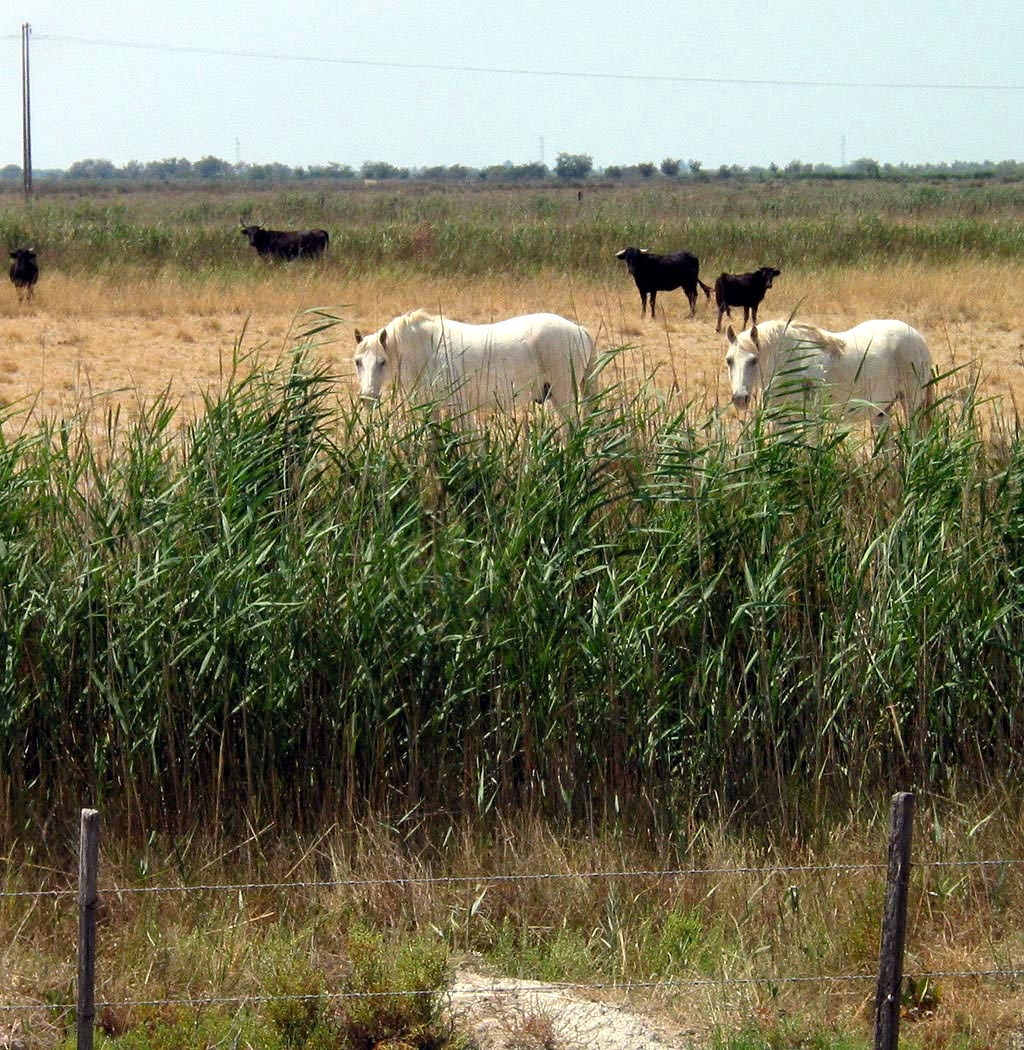
Legelésző lovak a fekete bikák között

A camargue-i lovak minden tenyésztőjének saját jelképe van, ami általában címer formájú. A ménesgazda ezt használja lovai bélyegzéséhez, így minden lóról pontosan megállapítható, honnan származik. A ménesek mintegy 6880 hektárnyi területet birtokolnak, melynek neve Lagune Etang des Vacarés, és Dél-Franciaország egyik legszebb természetvédelmi körzete. A földrajzi elszigeteltség miatt génállománya az utóbbi kétszáz évben nem változott. A fajta tenyésztő egyesülete 1978-ban alakult meg.
Állománynagysága: a regisztrálatlan állomány nagyjából 200 lovat tehet ki, az ellenőrzött kancák száma 50 és 70 között mozog.

## Jellemzői
A camargue-i ló átlagos marmagassága körülbelül 133 centiméter, ezért inkább a kislovakhoz sorolják ezt a lovat. Testalkata zömök, csikókorában durva szőrzete sötétszürke színű, amely az életkor előrehaladtával kifehéredik. Sörénye dús, farka bozontos. A farizmok erőteljesek. Háta és a füle rövid, nyaka hosszú. Nagy fején, nagy szemek és egyenes orrhát helyezkedik el. Különlegessége, hogy az orrlyukait be tudja zárni, hogy a víz alatt is legelhesse a nád fiatal hajtásait. A tisztavérű camargue-i lovat arról is fel lehet ismerni, hogy télen az alsó állkapcsán „szakállt”, dús szőrzetet növeszt. Patája széles ezáltal nagy a lépésbiztonsága, lába hosszú erős ízületekkel, ingoványos talajon is kitűnően mozog. Nem túl gyors, de lépésben, ügetésben és vágtában kitartó. A tengervízben is jól boldogul, ezért hazájában a „tenger fehér lovának” is becézik.

## Hasznosítása
Hátaslóként és terelőlóként használják leginkább. Camargue-ban a fekete bikacsordák terelése a feladatuk. A lovasok egy háromágú bottal igazgatják az állatokat, a bot neve „pika”.